# Burzy
Burzy ist eine französische Gemeinde mit 58 Einwohnern (Stand: 1. Januar 2022) im Département Saône-et-Loire in der Region Bourgogne-Franche-Comté (vor 2016 Bourgogne). Die Gemeinde gehört zum Arrondissement Mâcon und zum Kanton Cluny (bis 2015: Kanton Saint-Gengoux-le-National).

## Geografie
Burzy liegt etwa 43 Kilometer nordwestlich von Mâcon und etwa 25 Kilometer südwestlich von Chalon-sur-Saône.
Nachbargemeinden von Burzy sind Saint-Clément-sur-Guye im Norden, Curtil-sous-Burnand im Osten und Südosten, Saint-Ythaire im Süden und Südosten, Saint-Martin-la-Patrouille im Süden und Südwesten sowie Joncy im Westen und Nordwesten.

## Bevölkerungsentwicklung
| Jahr                      | 1962 | 1968 | 1975 | 1982 | 1990 | 1999 | 2006 | 2011 | 2016 |
| Einwohner                 | 95   | 83   | 67   | 58   | 69   | 60   | 64   | 68   | 64   |
| Quelle: Cassini und INSEE |      |      |      |      |      |      |      |      |      |

## Sehenswürdigkeiten

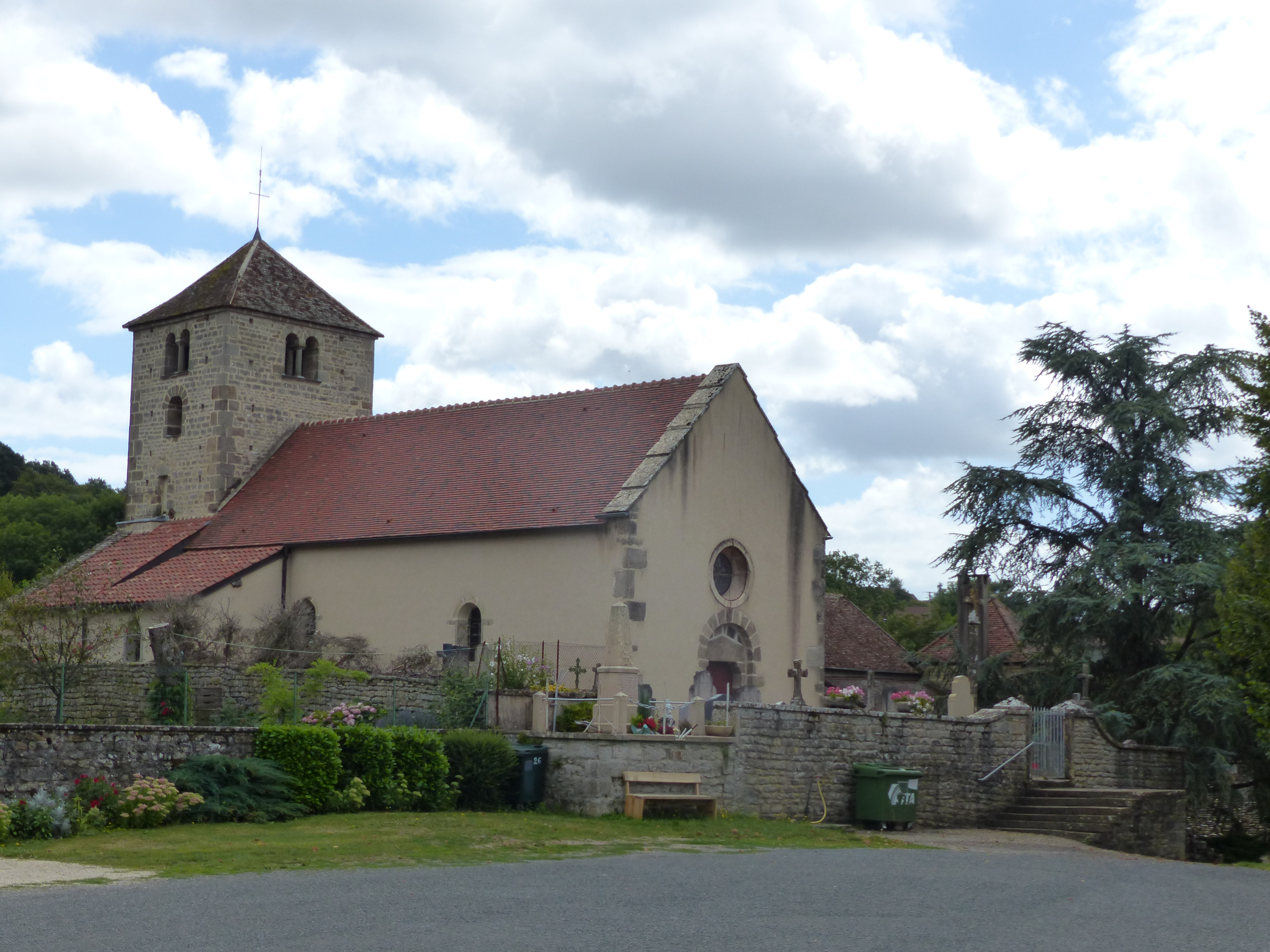
Kirche Sainte-Foy

- Kirche Sainte-Foy